# La Chapelle-Forainvilliers
La Chapelle-Forainvilliers es una comuna francesa situada en el departamento de Eure y Loir, en la región Centro-Valle del Loira.

## Demografía
| 91 | 70 | 95 | 77 | 120 | 169 | 197 |
| Para los censos de 1962 a 1999 la población legal corresponde a la población sin duplicidades (Fuente: INSEE [Consultar]) |    |    |    |     |     |     |